# Siège de Cordoue (1013)
La ville de Cordoue, capitale administrative du califat de Cordoue, fut assiégée sous le règne du calife Omeyyade, Hisham II al-Hakam.  

Cordoue fut attaquée, et finalement conquise deux fois par les armées de son rival Omeyyade  Sulayman ibn al-Hakam : de 1009 à 1010 et de 1010 à 1013. Cet événement marque le début de la guerre civile en al-Andalus. La victoire de Sulayman fut suivie de saccages et de massacres qui ont entraîné le déclin du règne Omeyyade. 

« Vers 1013 le pouvoir de Cordoue était brisé et, de 1013 à 1031, les prétendants Oméyades au titre de Caliphe n'avaient ni l'expérience militaire ni les ressources pour appuyer leur pouvoir temporaire »

Sulayman a brièvement régné sur la ville en 1010, mais a été expulsé. Le calife Hisham II al-Hakam a été restauré avec l'aide des Catalans.  Le siège de Cordoue est précédé de la prise et de la destruction de Madinat al-Zahra, capitale politique située à 10km à l'ouest et où les troupes berbères installent leur camp : à partir de 1011 à 1013, les troupes de Sulayman « prennent le contrôle de Madinat al-Zahra et 'établissent' une base pour les troupes berbères de Sulayman »,  sont engagées dans des raids dans la région de Cordoue et maintiennent un blocus de Cordoue à partir de Madinat az-Zahra. 
En avril ou en mai 1013, Cordoue se rendit et fut conquise de nouveau par les troupes berbères. L'historien Richard Fletcher rapporte « Les alliés berbères de Sulaymande avaient déjà détruit le palais de Madinat az-Zahra, saccagé et pillé la ville ». Lors de la chute de la ville, les troupes de Soliman ont pillé Cordoue et massacré les habitants de la ville, dont de nombreux Juifs,. Ces derniers sont expulsés. Samuel ibn Naghrela, célèbre juif de la ville a été contraint de fuir en 1013 à Malaga puis à Grenade. Hisham II est tué, et le Califat est de facto détruit. C'est une période de terreur. L'année suivante, le chef berbère Zawi ibn Ziri conquiert Grenade. 